# Castello Normanno-Svevo (Bari)
Das Castello Normanno-Svevo di Bari (auch einfach Castello di Bari oder im örtlichen Dialekt U Castídde) ist eine Festung in Bari in der italienischen Region Apulien. Dieses Wahrzeichen der Stadt erhebt sich am Rande der Altstadt.
Die dem Ministerium für Kulturgüter und kulturelle Aktivitäten unterstellte Museumsburg wurde vom Dezember 2014 an vom Museumsverbund Apulien (italienisch Polo museale della Puglia) geleitet. Seit Dezember 2019 übernimmt diese Aufgabe die neu geschaffene Regionale Museumsdirektion (it. Direzione regionale Musei).

## Beschreibung und Geschichte

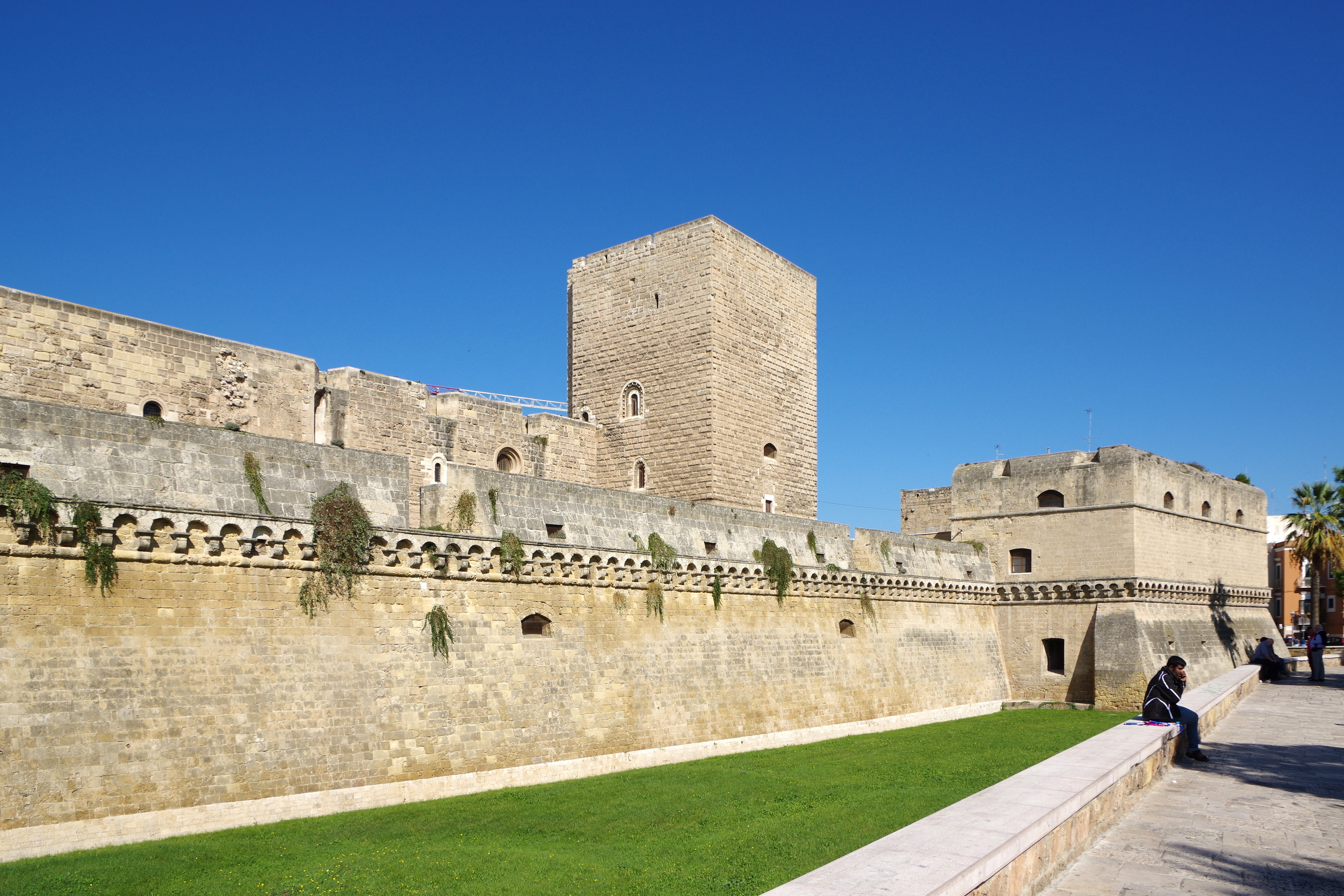

Die wiederholte Erwähnung in der griechisch-römischen Zeit brachte die Experten zu ihrer Ansicht, dass es bereits in der Antike eine Festung in Bari gegeben haben muss. Auf der anderen Seite wird in der Satire (I, 5, 96–97) von Horaz und in den Annales (XVI, 2, 7–9) von Tacitus die Existenz einer Befestigung im alten „Barium“ erwähnt, deren Standort mit dem eines Teils der heutigen Burg zusammenfallen könnte, oder viel wahrscheinlicher, mit dem „Kastròn bizantino“ (Hof der Catapano-Basilika von S. Nicola).
Die mittelalterliche Festung stammt vermutlich von 1132. Das Gebäude, das der normannische König Roger II. von Sizilien errichten ließ, wurde 1156 von denselben Baresern zerstört, die den König Wilhelm I. von Sizilien dazu gebracht hatten, die gesamte Stadt mit Ausnahme einiger Kultstätten dem Erdboden gleich zu machen. Sie wurde schon 1233 auf Befehl Kaiser Friedrichs II. wiederaufgebaut, der ihre Wiedererrichtung und Befestigung angeordnet hatte. In angevinischer Zeit wurde sie mehrfach umgebaut und gehörte König Ferdinand I. von Aragón, Sardinien und Sizilien; später vergab dieser sie an die gräfliche Familie Sforza. Letztere arrangierten die Erweiterung und Ertüchtigung der Burganlage, die dann in die Hände der Tochter Bona, Königin von Polen, kam, die dort 1557 verstarb.
In der Folge wurde die Anlage, die wiederum dem Königreich Neapel unterstand, in ein Gefängnis und in eine Kaserne umgebaut.
Heute zeigt sich die Burg von einem alten Graben umgeben, der sie auf drei Seiten – mit Ausnahme der Nordseite, die einst vom Meer umspült wurde – umschließt. Neben dem Graben gibt es auch noch die Verteidigungsmauer aus aragonesischer Zeit, die mit großen, spitzen Eckbastionen bewehrt ist. In die Burganlage gelangt man von der Südseite aus, wenn man den Graben auf einer Brücke überquert und in den zwischen den Bollwerken aus dem 16. Jahrhundert und dem staufischen („suevischen“) Bergfried liegenden Innenhof tritt.
Am 3. Oktober 2017 wurde die Burg mit neu strukturierten Räumen und neuen Exponaten wiedereröffnet.